# Cleethorpes Town F.C.
Cleethorpes Town FC là một câu lạc bộ bóng đá có trụ sở tại Grimsby, North East Lincolnshire, Anh. Đội bóng hiện thi đấu tại Northern Premier League Division One East và có sân nhà ở Linden Club.

## Danh hiệu
- Northern Counties East League
  - Nhà vô địch Premier Division mùa giải 2016–17
  - Nhà vô địch Division One mùa giải 2013–14[2]
  - Nhà vô địch League Cup mùa giải 2015–16[3]
- Lincolnshire League
  - Nhà vô địch mùa giải 2011–12[2]
  - Nhà vô địch Challenge Cup mùa giải 2011–12[2][3]
  - Nhà vô địch Supplementary Cup mùa giải 2010–11[2]
- Lincolnshire Senior Cup
  - Nhà vô địch mùa giải 2018–19[4]
- Lincolnshire County Senior Trophy
  - Nhà vô địch mùa giải 2016–17[5]

## Thống kê
- Thành tích tốt nhất tại FA Cup: Vòng loại thứ ba các mùa giải 2018–19, 2021–22[2]
- Thành tích tốt nhất tại FA Trophy: Vòng loại thứ ba mùa giải 2018–19[2]
- Thành tích tốt nhất tại FA Vase: Vòng chung kết mùa giải 2016–17[2]